# Pantelejmon (Dołganow)
Pantelejmon, imię świeckie Anatolij Dołganow (ur. 12 września 1941 w Rudni) – biskup Rosyjskiego Kościoła Prawosławnego.

## Życiorys
W 1959 ukończył szkołę średnią; po ukończeniu obowiązkowej służby wojskowej w 1965 rozpoczął naukę w seminarium duchownym w Moskwie. Po uzyskaniu jego dyplomu ukończył wyższe studia teologiczne ze specjalnością w dziedzinie patrologii. 26 grudnia 1969 złożył wieczyste śluby zakonne przed przełożonym ławry Troicko-Siergijewskiej archimandrytą Płatonem (Łobankowem). 14 stycznia 1970 arcybiskup Sergiusz (Gołubcow) udzielił mu święceń diakońskich, zaś 2 kwietnia 1972 patriarcha moskiewski i całej Rusi Pimen wyświęcił go na hieromnicha. Od 1974 igumen. Dwa lata później został włączony do składu rosyjskiej misji prawosławnej w Jerozolimie, której przełożonym, z godnością archimandryty, był od 1982. 1 kwietnia 1986 patriarcha Pimen wyznaczył go na zwierzchnika Monasteru Daniłowskiego w Moskwie.
12 maja 1987 Święty Synod Rosyjskiego Kościoła Prawosławnego nominował go na biskupa archangielskiego i murmańskiego. Uroczysta chirotonia miała miejsce w Moskwie 16 maja 1987 z udziałem patriarchy Pimena, metropolitów odeskiego i chersońskiego Sergiusza, mińskiego i całej Białorusi Filareta, rostowskiego i nowoczerkaskiego Włodzimierza, suroskiego Antoniego, wołokołamskiego i juriewskiego Pitirima, arcybiskupów zarajskiego Hioba, woroneskiego i lipieckiego Metodego oraz biskupów kirowskiego i słobodzkiego Chryzanta oraz ałmackiego Euzebiusza. W 1995 przeniesiony na katedrę rostowską i nowoczerkaską, rok później podniesiony do godności arcybiskupiej. W 2011 Święty Synod Rosyjskiego Kościoła Prawosławnego przeniósł go do eparchii jarosławskiej. W tym samym roku został rektorem seminarium duchownego w Jarosławiu, zaś 11 września 2011 otrzymał godność metropolity.
W 2019 r. w związku z ukończeniem 75. roku życia został przeniesiony w stan spoczynku. Jako miejsce jego pobytu wyznaczono Jarosław.